# Paragymnopleurus martinezi
Paragymnopleurus martinezi là một loài bọ cánh cứng trong họ Bọ hung (Scarabaeidae).